# Le Courrier picard
Le Courrier picard est un journal quotidien régional de la presse écrite française, édité par la société anonyme Le Courrier picard, diffusé en Picardie, dans la Somme, dans l'Oise et l'Aisne. Il est publié du lundi au samedi en six éditions géographiques et le dimanche en trois éditions départementales.

## Histoire

### Historique
Le Courrier picard est né, le 16 octobre 1944, de la fusion de La Picardie nouvelle, elle-même issue du Progrès de la Somme, et de L'Écho de la Somme, connu auparavant comme le Journal d'Amiens. Le premier était marqué à gauche, avec surtout des socialistes, le second d'inspiration catholique. Cependant, le journal est installé dans les locaux de La Picardie nouvelle, qui forme le gros de la nouvelle rédaction. 
Le nouveau journal est régi par une société coopérative ouvrière de production (SCOP) dans laquelle sont représentés les principaux courants de la Résistance. Dans la constitution définitive des statuts, en novembre, la Société comprend quatre-vingt-huit sociétaires, dont neuf journalistes, quinze administratifs et cinquante-sept ouvriers et techniciens. 
Maurice Catelas est désigné président-directeur général de l'entreprise. L'équipe de rédaction est étoffée et travaille dans un cadre régional avec des bureaux de rédaction à Abbeville, Doullens, Péronne puis à Albert. Pour des raisons économiques, le journal ne paraît d'abord que sur deux pages. Il connaît un bon succès dans l'ensemble du département de la Somme, ainsi que dans les cantons de Breteuil, d'Aumale et du Tréport. Le Courrier picard n'a alors pratiquement pas de concurrence dans la Somme ; en 1969, il tirait à 75 000 exemplaires.
Henri Maire, ancien du Progrès de la Somme, originaire de la Lorraine où il a commencé sa carrière de journaliste à Metz et à Épinal (où il a milité pour la droite) dans l'entre-deux-guerres, est son éditorialiste et son grand reporter.
Le journal connaît une crise interne en 1964, le personnel administratif et de rédaction souhaitant bénéficier des avantages salariés appliqués jusque-là aux seuls ouvriers. Si l'accord intervient assez vite, l'incident marquera les esprits, mettant en cause la manière dont la SCOP était gérée. 
En 1976, Le Courrier picard tire profit d'une longue grève du Parisien pour renforcer son implantation, jusqu'alors très limitée, dans l'Oise, où les deux quotidiens sont depuis concurrents. 
En 1977, à la suite de la crise de 1964, les statuts sont modifiés, le principal changement étant la séparation des fonctions de président du conseil d'administration et de directeur général. L'énarque Bernard Roux est désigné comme directeur général. 
La fin des années 1970 et le début des années 1980 sont marqués par des évolutions techniques et le passage à un format plus réduit, proche du tabloïd. Le journal connaît aussi d'importantes difficultés économiques et financières qui aboutissent au dépôt de bilan le 13 septembre 1985. Pour redresser le pouvoir, les sociétaires acceptent d'ouvrir le capital à des partenaires extérieurs, à condition qu'il s'agisse d'organismes d'économie sociale. Après un projet de participation d'UES Media, c'est finalement le Crédit agricole qui entre au capital du Courrier picard. Fin septembre 2008, le quotidien se dote d'une édition en ligne.
Depuis mai 2005, Le Courrier picard diffuse une sixième édition qui couvre l'arrondissement de Saint-Quentin. 
Depuis le 1er février 1998, un journal du dimanche comportant trois éditions : Somme, Oise et Aisne. Il diffuse, le samedi un supplément TV magazine et le vendredi un autre Version Femina.
Des difficultés économiques poussent les salariés à renoncer au statut de SCOP le 6 avril 2009, après un vote. Ce renoncement historique, Le Courrier picard était le dernier quotidien de presse à avoir gardé ce statut, laisse la voie au rachat par un groupe extérieur. Le groupe belge Rossel, propriétaire du quotidien belge Le Soir et depuis une période plus récente de La Voix du Nord s'est porté candidat. Le groupe Hersant Média., qui semblait intéressé, n'a finalement pas déposé de dossier de reprise.
En 2010, l'imprimerie du Courrier picard est fermée, les sept éditions sont désormais mises sous presse à l'imprimerie de la Pilaterie à Marcq-en-Barœul (Nord).
Le 12 janvier 2011, la nouvelle formule rédactionnelle a été lancée.
En 2012, le groupe Rossel s'est porté acquéreur de la partie « Champagne/Ardennes/Picardie » (CAP) du groupe Hersant Média, Le Courrier picard s'est porté acquéreur (via Rossel) de sa concurrente L'Aisne nouvelle.
Le 14 janvier 2013, le titre L'Aisne nouvelle est devenu une filiale du Courrier picard.
Le 1er juillet 2015, changement à la tête du Courrier picard et L'Aisne nouvelle, Jean-Dominique Lavazais succédera à Gabriel d'Harcourt au double poste de directeur général et directeur de la publication pour les deux journaux.
Installé depuis 1944 à l'angle de la rue de la République et une partie de la rue Alphonse-Paillat à Amiens, Le Courrier Picard quitte le 22 mai 2018 son siège historique pour ses nouveaux locaux au boulevard du Port-d'aval. Installé sur deux niveaux et demi pour une superficie de 1 250 m2.
En janvier 2025, Le Courrier Picard annonce se séparer de 20 % de ses effectifs avec 18 suppressions de poste (12 postes d'éditeurs, soit la totalité de ce service de relecture et de mise en page, 3 adjoints au sein de la rédaction en chef et 3 postes à la comptabilité) par le biais d'un PSE.

### Identité visuelle

Logo du Courrier Picard jusqu'en mai 2025.

### Le groupe La Voix
Au cours de l'assemblée générale extraordinaire qui s'est déroulée le 11 juillet 2009 au siège d'Amiens, 88 % des sociétaires du quotidien régional Le Courrier picard ont voté en faveur de l'auto-dissolution de la société coopérative ouvrière de production (SCOP) gérant le journal. Et 91 % d'entre eux ont accepté l'offre de rachat de leurs parts par La Voix du Nord. Ils ont ainsi confirmé leur vote d'avril par lequel ils avaient renoncé à recapitaliser eux-mêmes leur journal, confronté à une aggravation de sa situation financière. Le décret du ministère du Travail prenant acte du changement de statut du Courrier picard ayant été publié au Journal officiel du 8 décembre, La Voix du Nord est devenue propriétaire de l'entreprise le 14 décembre 2009. Elle devrait mettre en œuvre son plan, qui comporte notamment le rapatriement de l'impression à son imprimerie lilloise avec un plan social touchant vingt-cinq salariés. Le réseau des agences du quotidien régional sera maintenu dans les trois départements picards (Somme, Oise et Aisne) avec l'autonomie de la rédaction, pour laquelle une clause de cession sera ouverte. L'étude d'une nouvelle maquette en quadrichromie sera également réalisée,.

### Filiales
En janvier 2013, L'Aisne nouvelle devient filiale (100 %) de la société éditrice Le Courrier picard.
La régie publicitaire Picardie Médias Publicité (PMP) est également une filiale de la société éditrice Le Courrier picard (100 %).
Depuis mars 2017, le quotidien régional met à disposition ses locaux à la chaîne locale Wéo Picardie pour des émissions en direct comme enregistrées.

## Publications

### Le quotidien

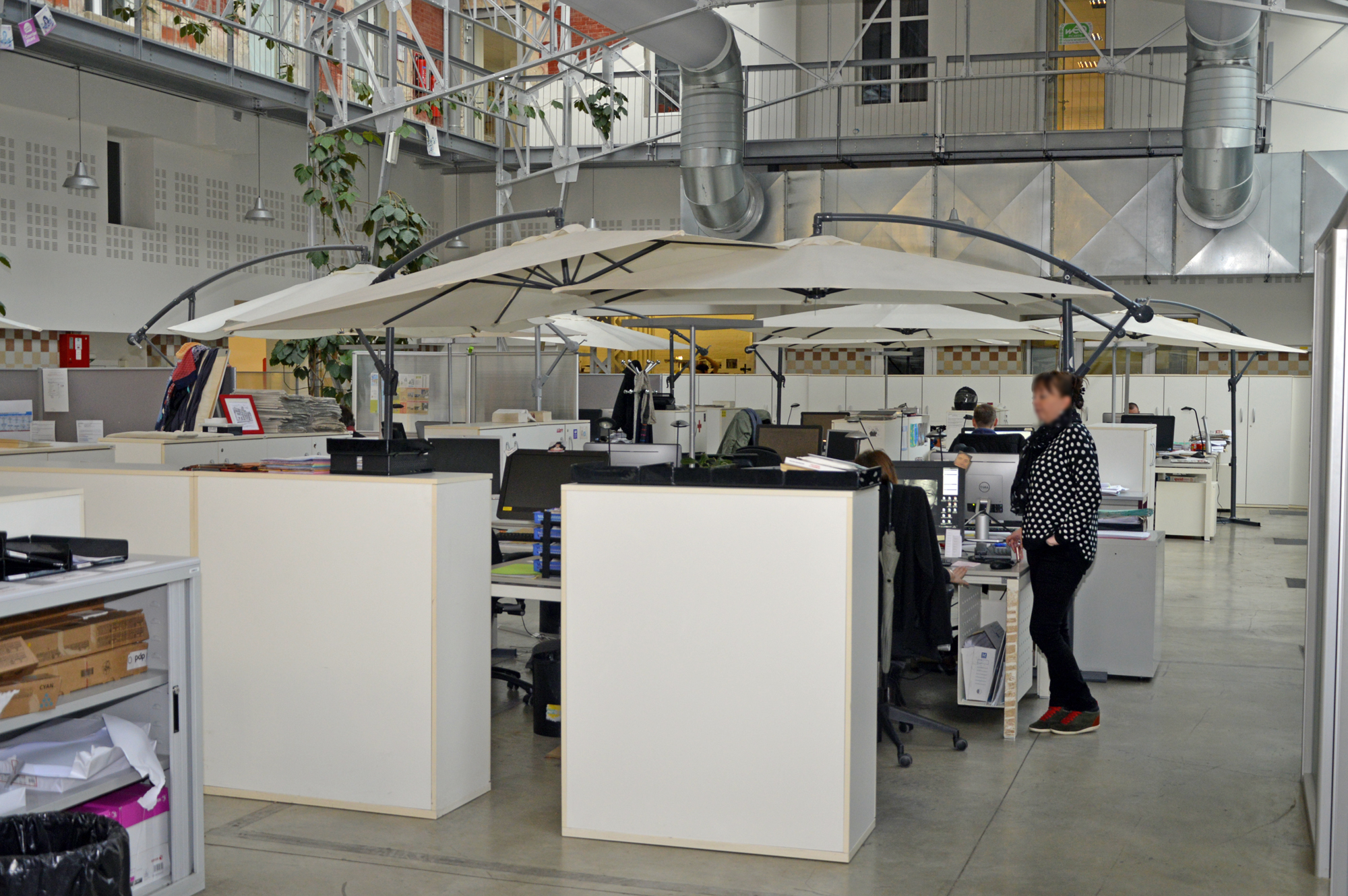
La salle de la rédaction, à Amiens, en mars 2017.

Le Courrier picard paraît quotidiennement. Le journal est constitué de plusieurs sections et de pages thématiques telles que : « Région », « France », « Europe & Monde », « Économie », « Sports », « Fêtes et loisirs », « Les annonces » et « Cinéma ».

### En picard
Depuis 2011, le troisième jeudi de novembre, le journal paraît en picard. Le premier numéro est paru le jeudi 24 novembre 2011. Le second le jeudi 29 novembre 2012. Un troisième est paru le jeudi 21 novembre 2013. 

### Suppléments et hors-séries
Des suppléments accompagnent régulièrement le quotidien dans les kiosques. La rédaction travaille également sur des hors-séries.

### Site Internet
Le Courrier picard est présent sur Internet au travers de son site web et une présence sur les médias sociaux. Le 14 mars 2013, une nouvelle version du site Internet fut mise en place.
Des blogs thématiques sont également proposés.

## Diffusion

### Éditions locales
Le siège de la société éditrice Le Courrier picard est installé à Amiens, au 5, boulevard du Port d'Aval. L'entreprise dispose par ailleurs de onze bureaux détachés : Abbeville, , Albert, Mers-les-Bains, Péronne et dans la Somme, Compiègne, Beauvais, Noyon, Clermont dans l'Oise. Ce sont aujourd'hui quatre éditions qui couvrent les départements de la Somme, de l'Oise et de l'Aisne.
| Département | Nom des éditions          |
| ----------- | ------------------------- |
| Somme       | Amiens, Picardie maritime |
| Oise        | L'Oise                    |
| Aisne       | Haute-Picardie            |

### Diffusion moyenne
| Année | Diffusion Totale du lundi au samedi | Diffusion payée du lundi au samedi | Diffusion totale du dimanche | Diffusion payée du dimanche |
| ----- | ----------------------------------- | ---------------------------------- | ---------------------------- | --------------------------- |
| 2007  | 68 146                              |                                    | 43 391                       |                             |
| 2008  | 67 365                              |                                    | 43 662                       |                             |
| 2009  | 64 406                              |                                    | 42 118                       |                             |
| 2010  | 62 328                              |                                    | 40 973                       |                             |
| 2011  | 59 786                              |                                    | 39 825                       |                             |
| 2012  | 59 378                              |                                    | 39 960                       |                             |
| 2013  | 57 455                              |                                    | 39 026                       |                             |
| 2014  | 55 367                              |                                    | 38 638                       |                             |
| 2015  | 53 680                              | 52 812                             | 38 368                       | 37 704                      |
| 2016  | 51 889                              | 51 067                             | 37 769                       | 37 125                      |
| 2017  | 49 811                              | 49 049                             | 36 909                       | 36 307                      |
| 2018  | 48 386                              | 47 637                             | 36 724                       | 36 125                      |
| 2019  | 46 496                              | 45 767                             | 35 853                       | 35 257                      |
| 2020  | 45 985                              | 45 767                             | 36 133                       | 35 597                      |
| 2021  | 45 637                              | 45 070                             | 36 112                       | 35 661                      |

## Concurrence en Picardie
Le Courrier picard est en concurrence sur le département de l'Oise avec le quotidien Le Parisien et sur le département de l'Aisne avec le quadri-hebdomadaire L'Aisne nouvelle, filiale du Courrier picard depuis janvier 2013, qui a un peu moins de lecteurs et plus que trois agences pour deux éditions. Sur le département de la Somme, il n'a plus vraiment de concurrent.
La concurrence entre Le Courrier picard et L'Aisne nouvelle s'exerce sur fond d'ascension politique de Xavier Bertrand, élu local de Saint-Quentin devenu secrétaire général de l'Union pour un mouvement populaire (UMP), que Le Courrier picard a accusé d'être ouvertement soutenu par le rédacteur en chef adjoint de L'Aisne nouvelle, déclenchant en riposte une offensive de Xavier Bertrand contre Nicolas Totet, chef d'agence du Courrier picard à Saint-Quentin, cité lors d'une émission de la chaîne Public Sénat au cours de laquelle Xavier Bertrand l'a pris longuement à partie, l'accusant d'avoir posé des questions scandaleuses.
Nicolas Totet, accusé par Xavier Bertrand de lui être défavorable depuis des années a reçu le soutien de la direction du Courrier picard dans un éditorial, le quotidien couvrant largement l'affaire, ainsi que le soutien de syndicats nationaux de journalistes. Il a reçu aussi différents soutiens sur les réseaux sociaux, où il est décrit comme une espèce de « Tintin du XXIe siècle ».